# 大麻 (植物)
大麻（學名：Cannabis sativa）是大麻科大麻属植物的物种之一，可能是大麻属的唯一物種，中國古稱麻、枲、苴、漢麻、火麻或黃麻，又稱为大麻草，寻常大麻、苜蓿大麻。大麻使用者惯称Sativa（与indica（印度大麻）相对比）。
本种外表高大瘦长、叶子长而狭窄，因為含有大麻素成份，可作為醫療與娛樂性藥物使用，但在許多國家則被視為毒品禁止。四氢大麻酚（THC）含量较低的火麻有时候可称作工业大麻，以方便与吸食用的药用或休闲大麻区分开来。大麻在中国已有6000余年的种植历史，可用作纺织原料，也可制造火麻仁。

## 名稱與歷史
大麻的種植歷史悠久，最早可能起源自中亞地區或南亞地區。在亞述文中，大麻稱為qunnabu，在西元前一千年的亞述文獻中，記載大麻子可食用與榨油，大麻可作為藥用。拉丁文中的字根來自古希臘語：，在希羅多德著《歷史》一書中，曾提到斯基泰人有種植大麻的習慣。學者Elizabeth Wayland Barber認為拉丁語：在印歐語系中多種語言中皆有出現，認為其字根皆源自原始印歐語。學者Sula Benet則認為這名字，來自閃米特語族。1753年，林奈將大麻學名定為Cannabis sativa，其中，拉丁語：意為可種植的，在可作為農作物的植物品種中，常會加上這個單字來形容。
在中國，在先秦時代就已經開始種植，古名為麻，在《詩經》與《尚書》等皆有記載。因為可分為雌雄兩種，又分別被稱為牡麻與牝麻，也有枲與苴等不同名稱。在胡麻傳入中國後，為與胡麻區別，宋朝時稱麻為大麻，或漢麻。至明朝後，民間又稱其為火麻，或黃麻。麻常被列為五穀之一，《說文解字》以一般人在家中屋前種植的植物來解釋麻，在《齊民要術》中有專章說明如何種植麻。
麻為古代主要的纖維作物，其莖葉可作成繩索，編織布料，或用於製紙，與苧麻、亞麻用途類似。其果實可食用或榨油，稱為大麻子，經去殼後，稱為大麻仁，可供食用或榨油，榨取的油稱為大麻籽油。大麻仁作為藥用的歷史悠久，《神農本草經》將其列為上品之中。《傷寒論》以麻仁來治療太陰病脾約症，有通便效果，在《備急千金要方》等皆以麻仁入藥。《吳普本草》記載麻蕢有毒，後世一般認為麻蕢指的是大麻花。宋朝《扁鵲心書》中有方劑〈睡聖散〉，作為麻醉藥使用，組成有曼陀羅花與大麻花。楊華亭《植物圖考》一書，認為已失傳的华佗〈麻沸散〉的名稱中的麻，指的是大麻或大麻花。
大麻在印度與阿拉伯地區也有長久的種植歷史，梵文稱為，特別是使用於宗教用途之上，作成煙卷來吸食。在大航海時代，西班牙人由印度與阿拉伯學到吸食大麻煙的傳統，並傳播至美洲地區。
英語，丹麥語與挪威語稱為，這個單字在日耳曼語系中皆有類似拼法，可用來泛指任何可以作為纖維作物的植物，也被當成用來專指大麻。在英語世界中，於19世紀前，主要用或來稱呼大麻。在20世紀初，美國興起對抗毒品的風潮，並將大麻列為毒品之中，開始以英語：來稱呼它，這個名稱可能來自墨西哥。

## 品種
在大麻屬之下，除了普通大麻之外，還有印度大麻與莠草大麻，在18至19世紀間，都曾經被視為是獨立物種。但在1960年後，認為印度大麻與莠草大麻為大麻的亞種，並不是獨立物種的說法，在植物學界興起。1976年加拿大學者Ernest Small分析收集到的各種大麻品種，認為尋常大麻與印度大麻原是同一物種，但經過人類育種而成為不同品系，而莠草大麻為人工種植大麻回到野外後而產生的另一品系。
大麻种植简便、生长迅速、对环境的适应能力极强、耐贫瘠、抗逆性强、适生性广、喜光照、光合作用效率高、不需施肥，是一種對環境友善的經濟作物。
根據不同用途，大麻被培育出許多不同品種，主要供工業使用的，稱為工業大麻；而為作醫療與娛樂性用藥的種類，常以印度大麻及莠草大麻與尋常大麻進行雜交育種，稱為雜交大麻。

## 藥理

Δ^{9}-四氢大麻酚 (THC)

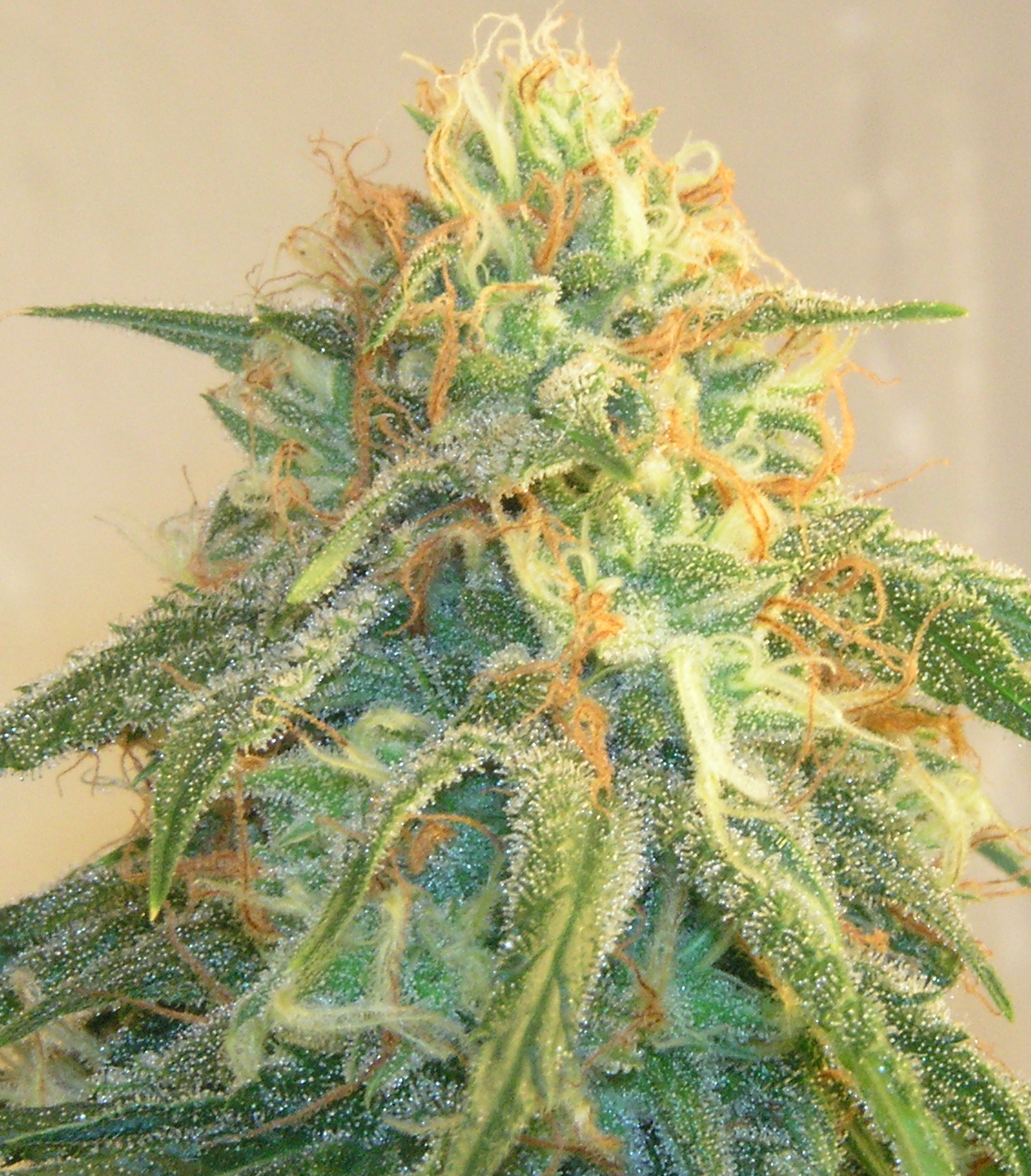
Sativa的花、叶、晶体和毛状体

由于月桂烯含量的巨大差异，相比Indica作用在身体的镇定和放松，Sativa的药效多作用在大脑，吸食的时候会产生一种令人欣快而振奋的感觉。Sativa在高THC低CBD的基础上与Indica相比，拥有相对较低的四氢大麻酚（THC）含量和相对较高的大麻二酚（CBD）含量，所以多数医用大麻使用了Sativa或Sativa的雜交種，例如Bedrocan、1024。